# Tractat de Milà
El Tractat de Milà fou un tractat de suport mutu signat en octubre de 1435 entre Alfons el Magnànim i Felip Maria Visconti, duc de Milà, i senyor de Gènova, durant la Conquesta del Regne de Nàpols, en la demanda del tro del Regne de Nàpols el primer, i en la disputa contra els Sforza i el Papat del segon, i el Magnànim fou alliberat.

## Antecedents
Alfons el Magnànim fou vençut i fet presoner en la batalla naval de Ponça junt amb els infants Joan i Enric i bona part de la noblesa catalanoaragonesa, i només una nau va poder escapar, fent 600 morts i 5.000 presoners, enviats a Felip Maria Visconti. Es va demanar un rescat de 30.000 ducats, la reina Maria de Castella va convocar les Corts de Montsó per obtenir fons per alliberar-los. La reina mare, Elionor d'Alburquerque, va morir de pena per l'empresonament dels seus fills poc després de saber la notícia.

## Conseqüències
El canvi d'aliances de Milà va revoltar els genovesos el Nadal de 1435, encapçalats per Francesco Spinola, i durant la revolta va morir el governador milanès.